# Agrostis andina
Agrostis andina é uma espécie de gramínea do gênero Agrostis, pertencente à família Poaceae.